# Sea Pictures
Sea Pictures, Op. 37 é um ciclo de canções do compositor britânico Edward Elgar, integrado por cinco composições sobre textos de cinco poetas.
Foi escrita para contralto e orquestra, embora o compositor tenha realizado ainda um arranjo para piano e voz. Foram estreadas em 5 de outubro de 1899, em Norfolk, com a direção de Elgar, interpretadas por Clara Butt e posteriormente apresentadas para a Rainha Vitória no Castelo de Balmoral.
As canções intitulam-se:
- "Sea Slumber Song", de Roden Noel.
- "In Haven (Capri)" de Alice Elgar, sua esposa.
- "Sabbath Morning at Sea", de Elizabeth Barrett Browning.
- "Where Corals Lie", de Richard Garnett.
- "The Swimmer", de Adam Lindsay Gordon.

São geralmente cantadas por mezzosoprano, sendo a mais famosa interpretação a executada por Janet Baker, dirigida por John Barbirolli.